# Пітер Дашак
Пітер Дашак (англ. Peter Daszak) — британський зоолог, консультант і громадський експерт з екології хвороб, зокрема зоонозів, польського походження. Він є президентом EcoHealth Alliance, некомерційної неурядової організації, яка підтримує різноманітні програми глобальної охорони здоров'я та запобігання пандеміям. Він також є членом Центру інфекцій та імунітету Школи громадської охорони здоров'я Мейлмана Колумбійського університету. Він живе в Сафферні в штаті Нью-Йорк.
Дашак брав участь у розслідуванні початкового спалаху, який згодом переріс у пандемію COVID-19, і став членом групи Всесвітньої організації охорони здоров'я, направленої для дослідження походження епідемії COVID-19 у Китаї. Це стало суперечливим через попередню роботу Дашака з Уханьським інститутом вірусології, яку журнал «Bulletin of the Atomic Scientists» сприйняв як конфлікт інтересів.

## Освіта
Пітер Дашак отримав ступінь бакалавра наук із зоології в 1987 році в Бангорському університеті та ступінь доктора філософії з паразитарних інфекційних захворювань у 1994 році в Університеті Східного Лондона.

## Кар'єра
У 1990-х Дашак працював у Школі наук про життя Кінгстонського університету в Сурреї. Наприкінці 1990-х років Дашак перебрався до США, і працював у Інституті екології Університету Джорджії та Національному центрі інфекційних захворювань Центрів контролю та профілактики захворювань в Атланті. Приблизно у 2001 році він став виконавчим директором Консорціуму консерваційної медицини — спільного дослідницького центру в Нью-Йорку. Він займає посади ад'юнкта у двох університетах Великої Британії та 3 університетах США, включаючи Школу громадської охорони здоров'я Мейлмана Колумбійського університету.
Пітер Дашак став одним із перших прихильників природоохоронної медицини. Симпозіум Товариства природоохоронної біології в 2000 році був зосереджений на «складній проблемі нових захворювань». У 2001 році він сказав, що «майже немає прикладів нових захворювань у дикій природі, спричинених не зміною навколишнього середовища людиною…і кілька нових захворювань людини не включають деякі компоненти домашніх тварин або дикої природи». Його дослідження були зосереджені на дослідженні та прогнозуванні впливу нових захворювань на дику природу, худобу та популяцію людей, і він брав участь у дослідженнях таких епідемій, як епідемія вірусу Ніпа, спалах в Австралії вірусу Гендра, Спалаху SARS 2002—2004 років, пташиного грипу та гарячки Західного Нілу.
Починаючи з 2014 року, Дашак був головним дослідником шестирічного проекту Національного інституту охорони здоров'я, який було передано «EcoHealth Alliance», і який зосереджувався на появі нових зоонозних коронавірусів кажанів. Серед цілей проекту було охарактеризувати різноманітність і розповсюдження коронавірусу, пов'заного з тяжким гострим респіраторним синдромом (SARS-CoV) у кажанів, та вірусів із значним ризиком поширення, у південному Китаї, на основі даних послідовності білка шиповидних виростків, технології інфекційних клонів, експериментів з інфекцією (як in vitro, так і in vivo), а також аналіз зв'язування рецепторів. Шість однорічних проєктів отримали 3,75 мільйона доларів фінансування від Національного інституту алергії та інфекційних захворювань (NIAID), частини Національного інституту охорони здоров'я США.
Дашак працював у комітетах Міжнародного союзу охорони природи, Всесвітньої організації охорони здоров'я (ВООЗ), Національної академії наук і міністерства внутрішніх справ США. Він є членом Національної академії медицини та головою Форуму національних академій наук, інженерії та медицини (NASEM) з мікробних загроз, а також входить до наглядової ради ради консультантів Комісії з єдиного здоров'я.
Під час великих спалахів вірусів Дашака запрошували виступити як експерта з питань епідемій, пов'язаних із переміщенням хвороб через видовий бар'єр від тварин до людей. Під час спалаху гарячки Ебола в Західній Африці в 2014 році Дашак сказав: «Наше дослідження показує, що нові підходи до зменшення нових пандемічних загроз у джерелі були б економічно ефективнішими, ніж спроби мобілізувати глобальну відповідь після появи хвороби».
У жовтні 2019 року, коли федеральний уряд США «тихенько» припинив десятирічну програму під назвою PREDICT, яку керував відділ нових загроз Агентства США з міжнародного розвитку (USAID), Дашак сказав, що порівняно з до 5 мільярдів доларів, які США витратили на боротьбу з Еболою в Західній Африці, PREDICT, який коштував 250 мільйонів доларів, був набагато дешевшим. Дашак також зазначив: «PREDICT був підходом до запобігання пандеміям, замість того, щоб сидіти там, чекати, поки вони з'являться, а потім мобілізуватись».
Станом на 2021 рік Дашак є президентом неурядової організації «EcoHealth Alliance» зі штаб-квартирою в Нью-Йорку. Його дослідження зосереджено на глобальних невідкладних захворюваннях, таких як тяжкий гострий респіраторний синдром (SARS), вірус Ніпа, близькосхідний респіраторний синдром (MERS), гарячка Рифт Валлі, вірус Ебола та COVID-19. Організація виділила понад 100 мільйонів доларів федеральних грантів США для фінансування закордонних лабораторних експериментів.

### Пандемія COVID-19
Після спалаху пандемії COVID-19 Дашак зазначив у «The New York Times», що він та інші екологи хвороб попередили ВООЗ у 2018 році, що наступна пандемія «буде спричинена невідомим, новим збудником, який ще не потрапив у населення», ймовірно, в регіоні зі значною взаємодією людей і тварин. Група назвала цей гіпотетичний збудник «Хвороба X»; його було включено до списку з 8 захворювань, яким вони рекомендували надавати найвищий пріоритет у дослідженнях і розробках, таких як пошук кращих методів діагностики та розробка вакцин. Дашак сказав: «Оскільки сьогодні світ стоїть на краю прірви пандемії, варто подумати, чи є COVID-19 тією хворобою, про яку попереджала наша група».
До пандемії Дашак і «EcoHealth Alliance» були єдиною американською організацією, яка досліджувала еволюцію та передачу коронавірусу в Китаї, де вони співпрацювали, зокрема, з Уханьським інститутом вірусології. 1 квітня 2020 року, після початку епідемії COVID-19 у Сполучених Штатах Америки, Агентство США з міжнародного розвитку виділив 2,26 мільйона доларів на програму «EcoHealth» для шестимісячного екстреного продовження програми, термін фінансування якої закінчився у вересні 2019 року. Університет Каліфорнії оголосив, що розширення підтримуватиме «виявлення випадків SARS-CoV-2 в Африці, Азії та на Близькому Сході для інформування про реагування громадської охорони здоров'я», а також дослідження «твариного джерела або джерел SARS-CoV-2 з використанням даних і зразків, зібраних протягом останніх 10 років в Азії та Південно-Східній Азії».
У відкритому листі, написаному Дашаком у співавторстві, підписаному 27 вченими та опублікованому в The Lancet 19 лютого 2020 року, зазначено: «Ми об'єднуємося, щоб рішуче засудити теорії змови, які стверджують, що COVID-19 не має природного походження … і в переважній більшості зробити висновок, що цей коронавірус виник у дикій природі». Крім того, було попереджено, що звинувачення китайських дослідників у походженні вірусу ставить під загрозу боротьбу з хворобою. У червні 2021 року «The Lancet» опублікував додаток, у якому Дашак перерахував свою співпрацю з дослідниками в Китаї, і він також відмовився від входження до комісії журналу з розслідування походження COVID-19.
Фінансування проекту «EcoHealth Alliance» було «раптово припинено» 24 квітня 2020 року Національним інститутом здоров'я . Цей крок був розкритикований, у тому числі групою з 77 лауреатів Нобелівської премії, які написали директору інституту Френсісу Коллінзу, що вони «серйозно стурбовані» цим рішенням і назвали скорочення фінансування «супереченням інтуїції, враховуючи нагальну потребу краще зрозуміти вірус, який спричинює COVID-19, і визначити ліки, які врятують життя». У статті від 8 травня 2020 року в журналі Science сказано, що незвичайне рішення від 24 квітня про припинення фінансування «EcoHealth» було прийнято незабаром після того, як «президент Дональд Трамп стверджував, не надавши доказів, що пандемічний вірус вийшов із китайської лабораторії за підтримки гранту Національного інституту охорони здоров'я, і пообіцяв припинити фінансування».
У травні 2020 року під час виступу в телепередачі «60 Minutes» Дашак сказав, що немає «ніяких доказів» того, що вірус був створений в Уханьському інституті вірусології.
У 2020 році Всесвітня організація охорони здоров'я назвала Дашака єдиним представником США в групі, направленій для дослідження походження пандемії COVID-19, до складу якої також входили Маріон Купманс, Хунг Нгуєн і Фабіан Лендертц. Раніше Дашак багато років співпрацював із директором Уханьського інституту вірусології Ши Чженлі над спробами відстежити віруси SARS-CoV до кажанів після спалаху SARS у 2002—2004 роках.
У травневій статті 2021 року в журналі «Bulletin of the Atomic Scientists» журналіст Ніколас Вейд стверджував, що у Дашака був конфлікт інтересів під час розслідування походження вірусу в Китаї. Також у 2021 році кілька представників республіканців подали скаргу з проханням виключити Дашака з Національної медичної академії на основі звинувачень у поведінці. У 2022 році академія відхилила цей запит, посилаючись на «відсутність доказів» передбачуваного порушення поведінки. Розслідування поведінки академії щодо виправдання Дашака привернуло ширші кола, оскільки представники республіканської меншості двопартійного комітету Сенату на чолі з сенатором Річардом Берром дійшли висновку, «що пандемія, швидше за все, почалася, коли вірус якимось чином втік з Уханьського інституту вірусології». Деякі члени академії назвали розслідування щодо Дашака «несерйозним і політичним» і написали, що такі звинувачення проти Китаю завдають шкоди готовності до пандемії, та перешкоджають міжнародній співпраці для ефективної боротьби з пандемією.

## Нагороди та відзнаки
У 1999 році Дашак отримав нагороду за заслуги від Центрів з контролю та профілактики захворювань. У 2018 році він був обраний членом Національної медичної академії США. Його згадують у назвах багатоніжок Cryptops daszaki, а також апікомплексного паразита Isospora daszaki.